# Charles Quef
Charles Paul Florimond Quef, né le 1er novembre 1873 à Lille et mort le 2 juillet 1931 à Paris, est un organiste et compositeur français.

## Biographie
Après avoir accompli ses études musicales au conservatoire de Lille, Charles Quef se rend à Paris où il s’inscrit au Conservatoire national supérieur de musique et de danse. Il s'y perfectionne sous la direction de Charles-Marie Widor, Louis Vierne et Alexandre Guilmant.
De 1892 à 1893, il succède à Félix Fourdrain comme titulaire de l'orgue de l'église Saint-Nicolas-des-Champs à Paris, puis de 1895 à 1898, il occupe le poste d’organiste à l’église Sainte-Marie des Batignolles qui possède alors un orgue Stoltz de 36 jeux. En 1898, il est nommé organiste de l’église Saint-Laurent. La même année, il obtient son premier prix d’orgue du conservatoire. 
D’abord assistant de son maître Guilmant à l’église de la Sainte-Trinité, il lui succède en novembre 1901 dans des conditions scandaleuses. En effet, alors que Guilmant effectuait une tournée aux Etats-Unis, le curé avait fait procéder à des travaux sur l'orgue Cavaillé-Coll par Merklin. A son retour, constatant que l'instrument avait subi de nombreuses et désastreuses modifications altérant ses qualités musicales, Guilmant refuse de signer le procès-verbal de réception des travaux effectués. Il est contraint de démissionner de son poste de titulaire. Pour obtenir la succession de Guilmant, Charles Quef accepte de signer le procès-verbal. Cet acte de défiance lui coûte durant toute sa vie le mépris du public et paralyse de fait sa carrière[réf. nécessaire]. Nonobstant, il occupe ce poste jusqu’à sa mort en juillet 1931.

## Œuvres
- Suite Flamande pour orchestre.
- Dans le Bois pour orchestre.
- Fantaisie pour piano et orchestre.
- Prélude Funèbre pour piano et orchestre.
- Sonate pour violon et piano.
- Trio avec piano.
- Suite pour instruments à vent (quintette) et piano Op. 4 (1902).
- Chant de Pâques pour voix et piano (1902).
- 3 Duos pour piano et harmonium.
- Fantaisie sur des thèmes bretons pour orgue et orchestre Op. 33 (1908).

## Musique pour orgue
- Deux Pièces pour orgue Op. 10 (1902) : Méditation (la bémol majeur) - 2. Intermezzo en forme de canon (si mineur).
- Cinq Pièces pour Grand Orgue Op. 11 (1898) : 1. Fugue en fa mineur – 2. Trio en sol mineur – 3. Pièce Symphonique en si bémol majeur – 4. Andante en sol majeur – 5. Scherzo en ut mineur.
- Quatre Pièces pour orgue Op. 19 : 1. Lied (do mineur) – 2. Pièce en canon (mi majeur) – 3. Communion sur un vieux noël français (la mineur) – 4. Andante (la bémol majeur).
- Trois Pièces pour orgue Op. 23 (1902) : 1. ? – 2. Pastorale (la mineur) – 3. Élégie (la mineur).
- Deux Pièces pour Orgue Op. 24 : 1. Andante capriccioso (si mineur) – 2. Grand Chœur «alla Haendel» (sol majeur).
- Noëls pour Grand Orgue Op. 26 (1904) : 1. Noël Lorrain (sol majeur) – 2. Noël Mâconnais (la mineur) – 3. Noël Breton (fa dièse majeur) – 4. Noël Parisien (sol majeur).
- Deux Pièces pour orgue Op. 27 (1902) : 1. ? – 2. Prélude en Mi bémol majeur.
- Cinq Pièces pour Grand Orgue Op. 28 (1908) ; 1. Nocturne (si bémol majeur) – 2. Lamento (si bémol mineur) – 3. Canzona (ré mineur) – 4. ? – 5. Festival-Postlude (fa majeur).
- Pièces pour Grand Orgue Op. 29 (1908) : Première Rhapsodie sur des thèmes bretons (si bémol majeur) - Deuxième Rhapsodie sur des thèmes bretons (la mineur).
- Cinq Pièces pour Orgue Op. 32 (1912) : 1. Églogue (fa majeur) – 2. Andante amabile (mi majeur) – 3. 2e Pastorale (fa majeur) – 4. Berceuse (mi bémol majeur) – 5. Voluntary (do mineur).
- Fantaisie sur des thèmes bretons pour orgue et orchestre Op. 33 (1908), arrangée pour orgue seul par l’auteur.
- Douze Pièces pour orgue Op. 36 (1912) : 1. Pour Pâques (la mineur) – 2. Légende (ré mineur) – 3. Andante religioso (si bémol mineur) – 4. Cantilène (sol mineur) – 5. Andante grazioso (mi majeur) – 6. Postlude funèbre (mi mineur) – 7. Andante cantabile (si majeur) – 8. Scherzetto (si mineur) – 9. Pastourelle (sol mineur) – 10. Tristamento (do mineur) – 11. Fabliau (si mineur) – 12. Sortie sur «Ite missa est» (mi mineur).
- Solo Organist Op. 37 (v. 1913) : 1. Rêverie (la bémol majeur) – 2. Mélodie (fa dièse majeur) – 3. Cantilène (mi bémol majeur) – 4. Festal March (la majeur).
- Trois Pièces pour Orgue Op. 44 (1914) : 1. Paraphrase d’après un noël de Clément Marot (fa majeur) – 2. Idylle (sol majeur) – 3. Dialogue (si bémol majeur).
- Désespoir pour orgue (do mineur) (1921).
- Communion Op. 74 pour orgue.

## Musique pour harmonium
- Impressions religieuses, Op. 61, en 2 vol. (52 pièces), Énoch, Paris.
- Souvenirs mystiques, Op. 69, 24 pièces pour orgue ou harmonium, Procure Générale, Paris.